# ژان بریکمون
ژان بریکمون Jean Bricmont، متولد سال ۱۹۵۲ میلادی، فیزیکدان نظری بلژیکی و استاد دانشگاه کاتولیک لووین است. کار اصلی وی بر گروه‌های بازنرمال‌شده و معادلات دیفرانسیل غیرخطی متمرکز است.
برای مخاطبان غیردانشگاهی، او را بیشتر به خاطر همکاریش با آلن سوکال در نگارش کتاب چرندیات پست‌مدرن؛ سوءاستفاده روشنفکران پست‌مدرن از علم می‌شناسند. این کتاب در باب سوءاستفاده‌های برخی از روشنفکران پسانوگرا از مفاهیم و نظریات علمی است. بریکمون در پیامی به احسان شاه قاسمی در مورد پل ویریلیو متفکر پست مدرن فرانسوی می‌نویسد «پل ویریلیو یک حقه باز واقعی است.»